# Vlădeni (okręg Jassy)
Vlădeni – wieś w Rumunii, w okręgu Jassy, w gminie Vlădeni. W 2011 roku liczyła 1516 mieszkańców.